# Мурчи (Гросето)
Мурчи (итал. Murci) је насеље у Италији у округу Гросето, региону Тоскана.
Према процени из 2011. у насељу је живело 173 становника. Насеље се налази на надморској висини од 586 м.